# Bedminster (przystanek kolejowy)
Bedminster – przystanek kolejowy w Bedminster, południowo-zachodniej dzielnicy Bristolu.

## Ruch pasażerski
W okresie od kwietnia 2021 do marca 2022 stacja obsłużyła 63 064 pasażerów. Przystanek służy do obsługi ruchu lokalnego z Bristol Temple Meads, Weston-super-Mare i Somersetem.